# Група Azotobacter
Група Azotobacter — група, ймовірно клада, бактерій родини Pseudomonadaceae. Група була описана як Azotobacteraceae в статусі родини в 1933 році, пізніше її було об'єднано з родиною Pseudomonadaceae, засновуючись на молекулярно-систематичних дослідженнях нуклеотидних послідовностей 16S рРНК. У 2004 році було проведене філогенетичне дослідження, яке виявило, що Azotobacter vinelandii близько пов'язаний з бактерією Pseudomonas aeruginosa, а в 2007 році було зроблене припущення про близькість родів Azotobacter, Azomonas і Pseudomonas, що може викликати об'єднання родів групи та роду Pseudomonas до одного роду.